# Pseudolituotuba
Pseudolituotuba es un género de foraminífero bentónico de la familia Pseudolituotubidae, de la superfamilia Earlandioidea, del suborden Fusulinina y del orden Fusulinida. Su especie tipo es Lituotuba? gravata. Su rango cronoestratigráfico abarca desde el Viseense (Carbonífero inferior) hasta el Moscoviense (Carbonífero superior).

## Discusión
Algunas clasificaciones más recientes incluyen Pseudolituotuba en el suborden Earlandiina, del orden Earlandiida, de la subclase Afusulinana y de la clase Fusulinata.

## Clasificación
Pseudolituotuba incluye a las siguientes especies:
- Pseudolituotuba berwicki †
- Pseudolituotuba extensa †
- Pseudolituotuba gravata †
  - Pseudolituotuba gravata dibrovica †
- Pseudolituotuba wilsoni †